# Відножине
Відно́жине — село в Україні, у Василівському районі Запорізької області. Населення становить 567 осіб. Орган місцевого самоврядування - Орлянська сільська рада.

## Географія
Село Відножине знаходиться над річкою Балка Виднорід, на відстані 1 км від села Орлянське. Поруч проходять автомобільна дорога Т 0817 та залізниця, станція Платформа 39 км за 3 км.

## Історія
- 1799 — дата заснування як села Удельне.
- 1976 — перейменоване в село Відножине.

## Населення

### Мова
Розподіл населення за рідною мовою за даними :
| Мова            | Кількість | Відсоток |
| --------------- | --------- | -------- |
| українська      | 469       | 82.72%   |
| російська       | 95        | 16.76%   |
| білоруська      | 2         | 0.35%    |
| інші/не вказали | 1         | 0.17%    |
| Усього          | 567       | 100%     |

## Економіка
- «Лан», агрофірма, ТОВ.
- «Злагода», агровиробнича фірма.

## Об'єкти соціальної сфери
- Школа I—II ст.